# Commission internationale pour les Balkans
Deux structures dénommées Commission internationale pour les Balkans ont existé dans les années 1990 et les années 2000.

## 1995-1996
La Fondation Carnegie pour la paix internationale a créé en 1995 une Commission internationale pour les Balkans, dirigée par le Français Jacques Rupnik.

## 2004-2006
La Commission internationale pour les Balkans (2004-2006) a été constituée par un groupe de fondations : Robert Bosch Stiftung (de) (Allemagne), Fondation Roi Baudouin (Belgique), German Marshall Fund of the United States et Charles Stewart Mott Foundation (en) (États-Unis).

## Travaux et publications
- Conclusions de la commission en 2006.